# Сплячі самоцвіти
Сплячі самоцвіти англ. The Dreaming Jewels (1950), також відомий як Синтетична людина (англ. The Synthetic Man) — це науково-фантастичний роман американського письменника Теодора Стерджена. Це був його перший опублікований роман.

## Сюжет
Восьмирічний Гортон «Горті» Блюетт тікає від жорстокої сім'ї, маючи із собою лише зламану іграшку «чортеня в коробці» на ім’я Джанкі. Переодягнувшись дівчинкою, Горті знаходить прихисток серед «дивних людей» у мандрівному цирку. Власник цього карнавалу, П'єр Монетр, — колишній лікар і вчений із глибокою ненавистю до людства. Відкривши розумну позалюдську форму життя у вигляді кристалоподібних коштовностей, Монетр намагається розкрити джерело їхньої великої сили, щоб, зрештою, знищити людство. Циркова артистка, на ім'я Зена бере Горті під своє крило. Вона знає, що Горті — ключ до реалізації Монетрового руйнівного плану і єдиний, хто має достатньо сили, щоб його зупинити.

## Сприйняття та значення
Антологіст наукової фантастики Грофф Конклін описав роман як «зворушливий і блискучий зразок уявного письма". Редактори наукової фантастики Ентоні Бучер і Дж. Френсіс Макомас похвалили його як «теплу та напрочуд людяну історію… свіжу, творчу та уявну літературу". Письменник-фантаст П. Шайлер Міллер вважав Сплячі самоцвіти «надзвичайно захопливою… рекомендованою книжкою як заради персонажів і манери написання, так і заради складності сюжету».
Однак письменник Деймон Найт критикував роман за «дивну нерівномірність». Він високо оцінив першу половину роману — «Стерджон у своїй найкращій формі: тепле розуміння, захоплива реальність фону, захопливий сюжет», — але вважав, що твір різко втрачає якість ближче до завершення: «персонажі стають безбарвними й неживими, текст — рівним, а дії — безглуздою копією вікторіанської мелодрами».
У 2001 році «Сплячі самоцвіти» були номіновані на премію Ретро Г'юго як найкраща повість.
У 2010 році письменниця-фантастка Джо Волтон назвала роман «надзвичайно витонченим твором для 1950 року» і зазначила, що «Ця книга набагато більше, ніж просто набір тропів, так що її можна читати та перечитувати, навіть не усвідомлюючи, що вони є типовими тропами». Схожим чином у «Енциклопедії наукової фантастики» критик Джон Клют відносить «Сплячі самоцвіти» до числа "найвідоміших" і "трьох найкращих" романів Стерджона (поряд із «Більше ніж люди» та «Космічне зґвалтування») і описує його як «привабливу й витончену повість для підлітків».

## Історія публікації

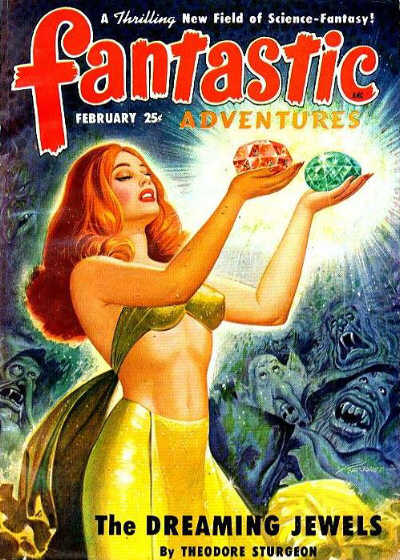
Рання версія «Сплячих самоцвітів» (описана як «завершений роман») була основною історією у лютневому випуску Fantastic Adventures за 1950 рік.

Роман вперше з'явився у журналі Fantastic Adventures у 1950 році, після чого переглянутий варіант було видано у книжковій формі. Відтоді він неодноразово перевидавався, зокрема італійською у 1953 році та під назвою «Синтетична людина» (англ. The Synthetic Man) у перевиданні Pyramid Books 1957 року.